# Classe CD (sous-marin de poche)
La classe CD  était une classe de sous-marin de poche devant être utilisée par la Regia Marina (marine italienne) pendant la Seconde Guerre mondiale, mais elle n'a pas dépassé le stade de prototype. Elle était équipée d'un système de propulsion à jet d'eau pour la propulsion sous-marine.

## Histoire du développement
En février 1942, la marine italienne a chargé Secondo Campini de concevoir un petit sous-marin monoplace à propulsion par turbine. Campini avait déjà conçu et testé avec succès un sous-marin à turbine en 1931, à l'époque sous la société VENAR (abréviation de Velivoli e natanti a reazione - avions et navires à propulsion par réaction), qu'il avait lui-même fondée.
Pour concevoir ce mini-sous-marin, il s'est appuyé sur l'inventivité et l'expérience pratique de Mario de Bernardi (pilote de chasse italien de la Première Guerre mondiale, pilote d'hydravion des années 1920 et  pilote d'essai des premiers jets expérimentaux italiens), qu'il avait engagé en tant que pilote d'essai du jet à réaction Campini-Caproni C.C.2, également développé par Campini, raison pour laquelle le sous-marin est également connu sous le nom de modèle Campini - De Bernardi. Le projet a été confié à la société du même nom, dirigée par Gianni Caproni, avec laquelle VENAR a fusionné en 1934 .
Lorsque, au cours du premier semestre 1943, à la suite des raids aériens de plus en plus fréquents sur Milan, la production du mini-sous-marin de classe CB fabriqué par Caproni dans le quartier de Taliedo à Milan fut transférée à Rovereto, le département de développement de la classe CD, dirigé par Campini, fut également concerné .
En raison de la pénurie croissante de matières premières et de fournitures et des projets parallèles, aucun prototype de la classe CD n'avait été achevé au moment de l'armistice de Cassibile en septembre 1943.
Dans la période qui a suivi, non seulement la marine impériale japonaise mais aussi la marine allemande se sont intéressées au projet. Ce dernier a finalement commandé plus de 50 bateaux à Caproni le 22 mars 1944.
Après l'attribution du contrat, un atelier a été mis en place à Riva, où l'assemblage final d'au moins un, et selon la source, également de deux prototypes avec des tests ultérieurs dans le lac de Garde.

## Description et localisation
La classe CD a été conçue d'un point de vue de mécanique des fluides, basé sur l'expérience aérodynamique de Campini dans l'aviation, en particulier dans la navigation sous-marine. Il ressemblait plus à une torpille habitée qu'à un mini-sous-marin afin de minimiser la traînée. Dans le tiers arrière de la coque se trouvait la tourelle entièrement rétractable, qui s'étendait sur moins d'un mètre lorsqu'elle était à flot. Le bateau avait une coque pressurisée abritant le centre d'opérations monoplace et un périscope avec dispositif de visée pour les deux torpilles de 450 mm. Ces dernières étaient montées sous la coque et constituaient le seul armement.
Le mécanisme d'entraînement choisi pour la plongée est une caractéristique novatrice. Il s'agissait d'une turbine alimentée par un mélange oxygène-gaz, qui générait le recul nécessaire à la propulsion. L'oxygène était transporté dans plusieurs bouteilles sous pression intégrées à la coque et l'alimentation en oxygène de la turbine était contrôlée par une vanne. En plus de la vitesse, le système de propulsion offrait l'avantage que le sous-marin était difficile à localiser par des moyens acoustiques en raison du manque de bruit d'hélice. En utilisant de l'oxygène au lieu d'air comprimé, aucune bulle d'air ne remontait à la surface, ce qui aurait pu trahir la position du sous-marin.
En plus de la version armée de torpilles, deux autres modèles devaient être construits, l'un destiné à transporter des mines à patelles et l'autre à couper les filets des sous-marins. Pour cette dernière variante, des bras de préhension spéciaux ont été prévus à l'avant.
La classe  CD n'a pas été produit en série. Il n'y a pas d'informations cohérentes sur la localisation des prototypes testés dans le lac de Garde. Selon une source, un ou même les deux bateaux auraient été coulés dans le lac par les Allemands peu avant la fin de la guerre. Selon d'autres sources, les troupes américaines ont pu obtenir un prototype lors de la libération de Riva à la fin du mois d'avril 1945, qui a ensuite été amené aux États-Unis.